# Horvátcsencs
Horvátcsencs (németül: Kroatisch-Tschantschendorf, horvátul: Hrvatska Čenča, a régi gradišćei alak szerint Hervatska Čenča, vagy Horvatska Čenča) Tobaj településrésze, egykor önálló község Ausztriában Burgenland tartományban a Németújvári járásban.

## Fekvése
Németújvártól 7 km-re északnyugatra a Strém-patak jobb partján egy dombvonulat lábánál fekszik.

## Története
A szomszédos Taródcsencshez hasonlóan a 16. században tűnik fel. Horvát lakossága valószínűleg a 16. század első felében telepedett le az addig Németcsencs határához tartozó területen, mely a Beed, Radován, Tarródy és Tudor családok birtoka volt. Első írásos említése az 1582-es adóösszeírásban történt "Beed Chench" alakban. 1788-ig egyházilag a németújvári Szent Miklós plébániához tartoztak és egy horvát ferences szerzetes látta el szolgálatukat. Az 1605-ös adóösszeírásban már "Horvath Chench" alakban szerepel és Francsics Ferencnek 2 házzal 4 arannyal adózott. Az 1686 és 1690 közötti anyakönyvekben többségben horvát nevek találhatók. Később több nemesi család birtoka volt. 1720-ban 10 ház állt itt. Az 1779-es egyházi vizitáció szerint a házak és a birtokosok száma csaknem megegyezik. 1787-ben 32 házában 180 lakosa élt. Az 1812-es vizitáció szerint Batthyány Fülöp, Batthyány Károly és a Saladovits család a főbb birtokosai. 1828-ban 28 háza volt 209 lakossal. 1860-as földmegváltások iratai szerint Batthyány Fülöp herceg 15, gróf Batthyány Imre 5, Kartsay Sándor 28 egykori alattvalóval rendelkezett a faluban. 1869-ben 40 házában 220 lakos élt. 1871-ig a németcsencsi, 1886-ig a németszentgróti, 1900-tól a tobaji körjegyzőséghez tartozott.
Fényes Elek szerint " Horvát-Csencs, horvát falu, Vas vgyében, 230 kath. lak."
Vas vármegye monográfiája szerint " Horvát-Csencs a Strém patak mentén fekvő falu, melynek r. kath. lakosai horvátajkúak. Házainak száma 45, lélekszám 268. Postája Pa.-Szt.-Mihály, távirója Német-Ujvár. A németújvári uradalomhoz tartozott."
1910-ben 241, túlnyomórészt horvát lakosa volt. Az első világháborúnak 4 áldozata volt a községben. A trianoni békeszerződésig Vas vármegye Németújvári járásához tartozott. 1921-ben Ausztria Burgenland tartományának része lett. A második világháborúban 9-en estek el az itteniek közül, az eltűntek száma 4 volt. 1971-ben Németcsencs, Taródcsencs, Pónic és Vasnyúlfalu községekkel együtt Tobajhoz csatolták.

## Nevezetességei
1818-ban Jandrisovits Pál 30 aranyért keresztet állíttatott a község határában, amely ma is áll.